# 노무라 사토루
노무라 사토루(일본어: 野村 悟 のむら さとる[*])는 일본의 야쿠자이다. 1946년 출생. 후쿠오카현 출신. 구도카이의 총재(두목). 2021년에 사형을 선고 받았다.